# Amt Hornow/Simmersdorf
Das Amt Hornow/Simmersdorf, auch Amt Hornow-Simmersdorf geschrieben, war ein 1992 gebildetes Amt im Land Brandenburg, in dem sich 14 Gemeinden in den damaligen Kreisen Spremberg und Forst (ab 1993 Landkreis Spree-Neiße) zu einem Verwaltungsverbund zusammengeschlossen hatten. Sitz der Amtsverwaltung war die Gemeinde Hornow (bzw. ab 2001 Hornow-Wadelsdorf). Ende 2002 hatte das Amt 3668 Einwohner. Es wurde 2003 aufgelöst und die Gemeinden in das Amt Döbern-Land eingegliedert.

## Geographische Lage
Das Amt Hornow/Simmersdorf grenzte im Norden an das Amt Neuhausen/Spree, im Nordosten und Osten an das Amt Döbern-Land, im Süden an den Freistaat Sachsen und im Südwesten und Westen an die Stadt Spremberg.

## Geschichte

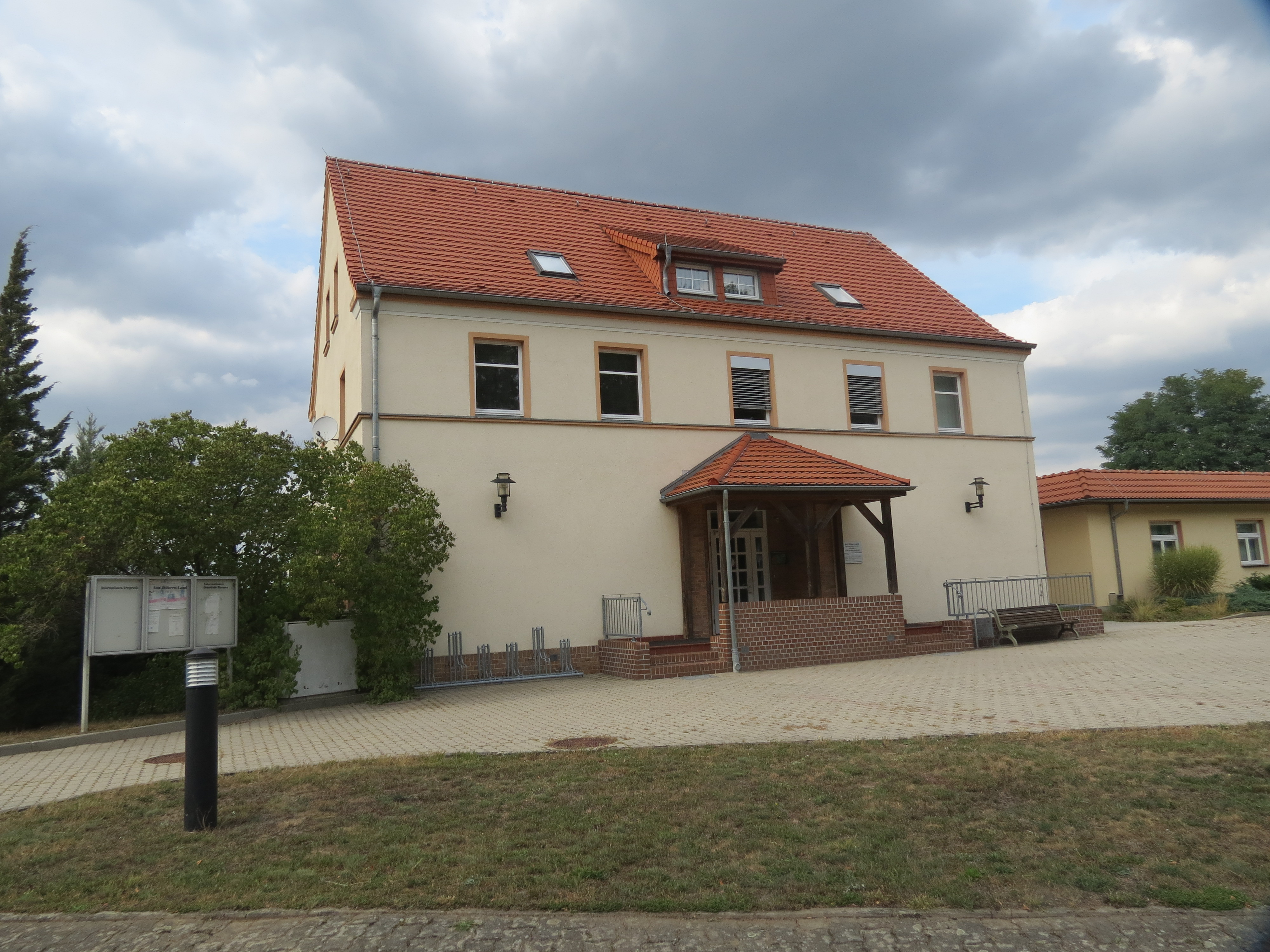
Ehemaliges Verwaltungsgebäude in Hornow

Der Minister des Innern des Landes Brandenburg erteilte der Bildung des Amtes Hornow/Simmersdorf am 10. August 1992 seine Zustimmung. Als Zeitpunkt des Zustandekommens des Amtes wurde der 20. August 1992 festgelegt. Das Amt hatte seinen Sitz in der damaligen Gemeinde Hornow und bestand zunächst aus 14 Gemeinden in den damaligen Kreisen Spremberg und Forst (in der Reihenfolge ihrer Nennung im Amtsblatt):
1. Bloischdorf
2. Graustein
3. Groß Luja
4. Hornow
5. Lieskau
6. Sellessen
7. Türkendorf
8. Wadelsdorf
9. Gahry
10. Gosda I
11. Groß Schacksdorf
12. Jethe
13. Jocksdorf
14. Simmersdorf

Die Gemeinde Trebendorf wurde dem Amt Hornow/Simmersdorf nach §1 Abs. 4 der Gemeindeordnung zugeordnet. Ende 1992 hatte das Amt Hornow-Simmersdorf 5359 Einwohner.
Die Gemeinde Sellessen wurde bereits zum 27. September 1998 in die Stadt Spremberg eingegliedert und schied aus dem Amt aus.
Zum 31. Dezember 2001 schlossen sich die Gemeinden Bloischdorf (Amt Hornow/Simmersdorf) sowie Bohsdorf, Friedrichshain und Klein Loitz (Amt Döbern-Land) zur neuen Gemeinde Felixsee zusammen, die vollständig dem Amt Döbern-Land zugeordnet wurde. Zum selben Datum bildeten die Gemeinden Gahry, Gosda und Jethe (Amt Hornow/Simmersdorf) und die Gemeinden Mattendorf und Trebendorf (Amt Döbern-Land) die neue Gemeinde Wiesengrund, die dadurch zeitlich begrenzt vorübergehend für ca. 1 Jahr dem Amt Hornow/Simmersdorf angehörte. Ebenfalls zum 31. Dezember 2001 schlossen sich Groß Schacksdorf und Simmersdorf zur neuen Gemeinde Groß Schacksdorf-Simmersdorf zusammen. Die Gemeinden Hornow und Wadelsdorf fusionierten zu diesem Datum zur neuen Gemeinde Hornow-Wadelsdorf und die Gemeinde Jocksdorf schloss sich mit den Gemeinden Groß Kölzig, Jerischke, Klein Kölzig und Preschen zur neuen Gemeinde Neiße-Malxetal (Amt Döbern-Land) zusammen. Damit verwaltete das Amt Hornow/Simmersdorf nur noch sieben Gemeinden; Graustein, Groß Luja, Groß Schacksdorf-Simmersdorf, Hornow-Wadelsdorf, Lieskau, Türkendorf und Wiesengrund. Ende 2001 hatte das Amt noch 5053 Einwohner.
Zum 31. Dezember 2002 wurden die Gemeinden Graustein, Groß Luja, Lieskau und Türkendorf in die Stadt Spremberg eingegliedert. Die Einwohnerzahl fiel auf 3668 Einwohner und damit deutlich unter die für ein fortbestehen des Amtes erforderliche Zahl von 5000. Zum 5. März 2003 wurde das Amt Hornow-Simmersdorf durch Anordnung des Ministeriums des Innern des Landes Brandenburg aufgelöst. Die drei letzten amtsangehörigen Gemeinden Wiesengrund, Groß Schacksdorf-Simmersdorf und Hornow-Wadelsdorf wurden dem Amt Döbern-Land zugeordnet. Letztere Gemeinde wurde später nach Spremberg eingemeindet.

## Amtsdirektoren
Als letzter Amtsdirektor amtierte der Hauptamtsleiter Günter Quander, da kein Amtsdirektor mehr gewählt wurde. Er war es auch, der eine Ausgleichsvereinbarung mit der Stadt Spremberg wegen der Eingliederung der vier amtsangehörigen Gemeinden Graustein, Groß Luja, Lieskau und Türkendorf in die Stadt Spremberg aushandelte. Nach der Auflösung des Amtes Hornow/Simmersdorf wurde Günter Quander wurde als Hauptamtsleiter im Amt Döbern-Land eingestellt und anschließend auch stellvertretender Amtsdirektor im Amt Döbern-Land; 2008 wurde er vom Amtsausschuss Döbern-Land zum Amtsdirektor gewählt.